# Nancy Adams (Smalville)
Sheriff Nancy Adams era un personaje ficticio de la serie de televisión estadounidense Smallville. Era el sheriff del condado de Lowell. Ella era la línea oficial de policía duro que reemplazó a Ethan Miller cuando fue expuesto como corrupto.

## Personalidad
Sheriff Adams no apreció tendencia de Clark para estar siempre "en el lugar correcto en el momento correcto". Ella le advirtió repetidamente contra de interferir en las investigaciones policiales durante la caza del hombre por Paul Hayden, pero aceptó su ayuda en la búsqueda de Van McNulty. Ella siguió su consejo con respecto a Jason Dante, pero ella se puso furiosa cuando no se han confirmado.
Tenía una sensación seca, peculiar del humor.
Ella insistió en mantener una distancia profesional con las personas en Smallville, con el fin de mantener la objetividad.

## Smallville

### Segunda temporada
Clark Kent hizo una primera impresión negativa sobre Sheriff Adams cuando lanzó Andy Connors en la parte superior de su coche patrulla. Por supuesto que Clark estaba salvando Lana, pero Adams decidió mantener una estrecha vigilancia sobre él, así que cuando Clark es testigo de un robo de un camión de LuthorCorp, que los teléfonos de una denuncia anónima en lugar de hablar con ella de nuevo, pero la llevan a buscar Eric armario de Marsh y arrestarlo.

### Tercera temporada
Lideró la caza de Van McNulty, Ela investigo el accidente de tractor Kent, Ella se negó a investigar el alcalde Tate, pero terminó teniendo su confesión, ella fue a investigar el Pete Ross e investigó la misteriosa llamada del futuro.

### Cuarta temporada
Cuando Lois Lane y el sheriff vio poderes sobrehumanos de Clark, Kevin Grady usó sus poderes para borrar la memoria que alteran ese recuerdo.

### Quinta temporada
Sheriff Adams lideró la captura de los reos metahumanos, Tommy Lee y los gemelos. Ella fue capaz de darse cuenta de que la metahumanos estaban en la casa de los Kent debido a la comprensión de las expresiones faciales, la conversación, y obviamente dando cuenta de que Lana Lang no fuma cigarrillos. Después de que Clark ayudó a arrestar a estos criminales, le preguntó si alguna vez pensó en entrar en aplicación de la ley, al comentar en otra ocasión que podía utilizar a alguien como él en la fuerza.
Cuando Lex y Lana se mantuvieron cautivo en la habitación del pánico a Luthor Mansion por dos policías que buscan el Barco Negro, Sheriff Adams recibió una alarma e intentó romper y guardarlos. Desafortunadamente, ella fue vista en las cámaras de seguridad dispararon por la espalda, y mató a por el diputado Harris.

### Séptima temporada
En un universo alternativo, Nancy Adams estaba vivo y bien, trabajando para el gobierno, diciendo que dejó Smallville hace mucho tiempo. En esta realidad estaba trabajando con Lois Lane para exponer gobierno corrupto Lex Luthor.

## Curiosidades
- Nancy Adams apareció en 22 episodios, convirtiéndose en el segundo personaje más frecuente recurrente en la serie después de Jor-El. También ha aparecido en más episodios que regulares de la serie Whitney Fordman, Jason Teague, Kent Kara, Zod Major, y Bloome Davis.

- Datos: Q5941103